# 寶石羅麗鯛
寶石羅麗鯛，為輻鰭魚綱鱸形目隆頭魚亞目慈鯛科的其中一種，分布於中美洲墨西哥猶加敦半島的淡水流域，體長可達7公分，棲息在河川中底層水域，生活習性不明。

## 擴展閱讀
維基物種上的相關：寶石羅麗鯛